# 1991. június 28-i konzisztórium
Az 1991. június 28-i konzisztóriumot II. János Pál pápa hívta össze május 29-én. Összesen 22 új bíborost kreált, közülük 20 pápaválasztó (80 év alatti), valamint nyilvánosságra hozta egy korábban „in pectore” kinevezett bíboros nevét.
| Nº                                           | Ország                          | Név                                      | Életkor                | Hivatal                                                      |
| Pápaválasztó bíborosok                       | Pápaválasztó bíborosok          | Pápaválasztó bíborosok                   | Pápaválasztó bíborosok | Pápaválasztó bíborosok                                       |
| -------------------------------------------- | ------------------------------- | ---------------------------------------- | ---------------------- | ------------------------------------------------------------ |
| 1                                            | Olaszország                     | Angelo Sodano                            | 63                     | az Államtitkárság titkár-helyettese                          |
| 2                                            | Románia                         | Alexandru Todea                          | 79                     | a Fogaras-Gyulafehérvári görögkatolikus főegyházmegye érseke |
| 3                                            | Olaszország                     | Pio Laghi                                | 69                     | a Katolikus Nevelésügyi Kongregáció pro-prefektusa           |
| 4                                            | Ausztrália                      | Edward Idris Cassidy                     | 66                     | a Keresztény Egységtörekvés Pápai Tanácsa elnöke             |
| 5                                            | Franciaország                   | Robert-Joseph Coffy                      | 70                     | a Marseille-i főegyházmegye érseke                           |
| 6                                            | Kongói Demokratikus Köztársaság | Frédéric Etsou-Nzabi-Bamungwabi C.I.C.M. | 60                     | a Kinshasai főegyházmegye érseke                             |
| 7                                            | Dominikai Köztársaság           | Nicolás de Jesús López Rodríguez         | 54                     | a Santo Domingó-i főegyházmegye érseke                       |
| 8                                            | Fülöp-szigetek                  | José Tomás Sánchez                       | 71                     | a Népek Evangelizálása Kongregáció titkára                   |
| 9                                            | Olaszország                     | Virgilio Noè                             | 69                     | voncariai címzetes érsek                                     |
| 10                                           | Argentína                       | Antonio Quarracino                       | 67                     | a Buenos Aires-i főegyházmegye érseke                        |
| 11                                           | Olaszország                     | Fiorenzo Angelini                        | 74                     | az Egészségügyi Dolgozók Pápai Tanácsa elnöke                |
| 12                                           | Amerikai Egyesült Államok       | Roger Michael Mahony                     | 55                     | a Los Angeles-i főegyházmegye érseke                         |
| 13                                           | Mexikó                          | Juan Jesús Posadas Ocampo                | 64                     | a Guadalajarai főegyházmegye érseke                          |
| 14                                           | Amerikai Egyesült Államok       | Anthony Joseph Bevilacqua                | 68                     | a Philadelphiai főegyházmegye érseke                         |
| 15                                           | Olaszország                     | Giovanni Saldarini                       | 66                     | a Torinói főegyházmegye érseke                               |
| 16                                           | Írország                        | Cahal Brendan Daly                       | 73                     | az Armagh-i főegyházmegye érseke                             |
| 17                                           | Olaszország                     | Camillo Ruini                            | 60                     | a Római egyházmegye segédpüspöke                             |
| 18                                           | Szlovákia                       | Ján Chryzostom Korec S.J.                | 67                     | a Nyitrai egyházmegye püspöke                                |
| 19                                           | Svájc                           | Henri Schwery                            | 59                     | a Sioni egyházmegye püspöke                                  |
| 20                                           | Németország                     | Georg Maximilian Sterzinsky              | 55                     | a Berlini egyházmegye püspöke                                |
| Nem pápaválasztó bíborosok                   |                                 |                                          |                        |                                                              |
| 21                                           | Olaszország                     | Guido Del Mestri                         | 80                     | Németország nyugalmazott apostoli nunciusa                   |
| 22                                           | Olaszország                     | Paolo Dezza S.J.                         | 89                     | jezsuita szerzetespap                                        |
| Nyilvánosságra hozott „in pectore” bíborosok |                                 |                                          |                        |                                                              |
|                                              | Kína                            | Ignatius Kung Pin-mei (Gong Pinmei)      | 89                     | a Sanghaji egyházmegye püspöke                               |